# Isabella Pasion
Isabella Pasion (* 28. November 2006 in Frisco, Texas), auch Bell Pasion genannt, ist eine in den USA geborene philippinische Fußballspielerin.

## Karriere

### Vereine
Pasion besuchte die Lebanon Trail High School in ihrer Heimatstadt.

### Nationalmannschaft
Mit der philippinischen U-20-Auswahl nahm sie an der Qualifikation zur Asienmeisterschaft 2024 teil. Anschließend wurde sie für den Kader der A-Nationalmannschaft zu den Qualifikationsspielen für die Olympischen Sommerspiele 2024 nominiert. Danach wurde sie als Reserve-Spielerin für die Weltmeisterschaft 2023 nominiert.